# Dargoire
Dargoire ist eine französische Gemeinde mit 523 Einwohnern (Stand: 1. Januar 2022) im Département Loire in der Region Auvergne-Rhône-Alpes. Die Gemeinde gehört zum Arrondissement Saint-Étienne und ist Teil des Kantons Rive-de-Gier. 

## Geografie
Dargoire liegt etwa 25 Kilometer nordöstlich vom Stadtzentrum von Saint-Étienne am Fluss Gier. Umgeben wird Dargoire von den Nachbargemeinden Beauvallon im Norden und Nordwesten, Saint-Romain-en-Gier im Osten sowie Tartaras im Süden und Südwesten.

## Bevölkerungsentwicklung
| Jahr                       | 1962 | 1968 | 1975 | 1982 | 1990 | 1999 | 2006 | 2017 |
| -------------------------- | ---- | ---- | ---- | ---- | ---- | ---- | ---- | ---- |
| Einwohner                  | 108  | 111  | 159  | 289  | 428  | 409  | 418  | 521  |
| Quellen: Cassini und INSEE |      |      |      |      |      |      |      |      |

## Sehenswürdigkeiten

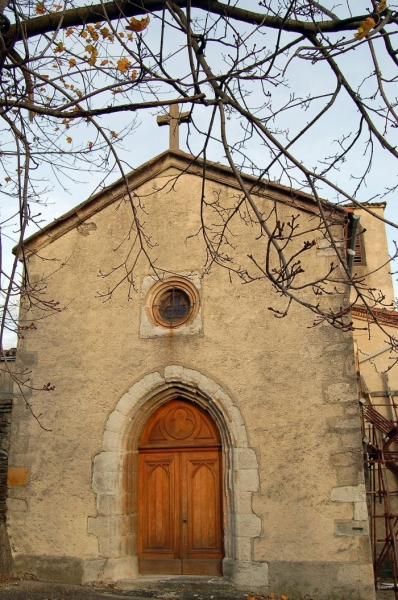
Kirche Mariä Himmelfahrt

- Kirche Mariä Himmelfahrt (Église de l’Assomption-de-la-Vierge)